# Как поймать кролика
«Как поймать кролика» (англ. Catch that rabbit) — это научно-фантастический рассказ Айзека Азимова, написанный и впервые опубликованный в 1944 году в журнале  Astounding Science Fiction. Рассказ вошёл в авторские сборники Я, Робот (I, Robot, 1950) и Совершенный робот (The Complete Robot, 1982) и в циклы Галактическая история (Foundation Universe) и Рассказы о роботах (U.S.Robots). В рассказе действуют постоянные персонажи книг Азимова: Грегори Пауэлл и Майкл Донован.

## Сюжет
Одно из заданий Майкла Донована и Грегори Пауэлла заключалось в проверке на астероидной шахте новой модели робот-комплекса ДВ-5, предназначенного для сбора инопланетной руды. Он устроен так: главный робот, служащий в комплексе мозгом, имеет в своём подчинении шесть вспомогательных роботов, которыми управляет. Вскоре после прибытия Донован замечает, что роботы не всегда выдают руду, и сообщает об этом Пауэллу. Затем они становятся свидетелями такой сцены: выстроившись колонной с главным роботом во главе, все роботы в унисон совершают какие-то странные движения, напоминающие военную маршировку. Пауэлл с Донованом идут за ними в шахту. Когда они подходят, роботы продолжают работу, а ДВ-5 говорит, что ничего не помнит.
Тогда они расспрашивают «пальца» (второстепенного робота), и тот сообщает, что до того, как главный робот даёт команду маршировать, он посылает какую-то другую команду, но  «пальцы» не успевают её принять. Робототехники замечают, что эта странная команда даётся в критических ситуациях — например, когда случился обвал, и что это как-то связано с личной инициативой ДВ-5. Они решают поочерёдно круглосуточно следить за работой роботов по экранам, чтобы узнать, что это за команда. После восьми дней наблюдения они решают его прекратить и устраивают обвал вблизи роботов, чтобы увидеть их реакцию на чрезвычайные обстоятельства. При этой попытке они случайно завалили сами себя, и Пауэлл догадывается повредить одного робота, чтобы вывести ДВ-5 из зависания.

## Переводы рассказа
На русском языке рассказ впервые издавался в 1964 году в переводе А. Иорданского, периодически издаваемый до сих пор. В 2003 году был также сделан перевод Д. Скворцова с названием «Поймай кролика»